# Littledalea racemosa
Littledalea przevalskyi, vrsta trajnice iz porodice trava. L. przevalskyi je rizomatozni geofit u umjerenom biomu, raširen po Kini (Qinghai, Sichuan, Yunnan) i Tibetu.. 
Nadzemne stabljike joj izrastu od 25–40 cm, a raste po kamenim obroncima planina i alpskim stepama na visinama od 2700–5000 m.